# Banfora
Banfora je město v Burkině Faso. V roce 2019 zde žilo 117 452 obyvatel, čímž byla Banfora šestým nejlidnatějším městem v zemi. Je hlavním městem provincie Comoé. Leží asi 85 kilometrů jihozápadně od města Bobo-Dioulasso v nadmořské výšce asi 303 m n. m. 
V roce 1903 bylo ve městě Francouzi vybudováno vojenské stanoviště, v roce 1905 zde byla postavena silnice spojující Bobo-Dioulasso a Banforu a v roce 1931 zde byla vybudována železnice. Pro ekonomiku města a jeho okolí je klíčová produkce cukrové třtiny, dále je město významným tržištěm a v omezené míře zde existuje i turismus. Ve městě se nachází 19 základních škol, dvě střední školy, čtyři soukromé vysoké školy a jedna veřejná vysoká škola (Vysoká škola Sainte Thérèse). Nachází se zde také nemocnice a tři lékárny. 